# Wydział Historyczny Akademii Humanistycznej im. Aleksandra Gieysztora w Pułtusku
Wydział Historyczny Akademii Humanistycznej im. Aleksandra Gieysztora w Pułtusku – jeden z 6 wydziałów Akademii Humanistycznej im. Aleksandra Gieysztora w Pułtusku. Prowadzi studia I i II stopnia na kierunku historia oraz posiada prawo do nadawania stopnia naukowego doktora nauk humanistycznych w dyscyplinie historia.

## Dzieje Wydziału
Wydział powstał w 1994. W 1996 uzyskał prawo do prowadzenia studiów magisterskich. W 2001 otrzymał prawo nadawania stopnia naukowego doktora nauk humanistycznych w dyscyplinie historia. Na studia w Wydziale immatrykulowano ponad 3000 studentów.

## Prowadzone studia
- studia I stopnia na kierunku historia w specjalnościach: archeologiczna, archiwalno-muzealna, historia wojskowości, nauczycielska
- studia II stopnia na kierunku historia w specjalnościach: archeologiczna, archiwalno-muzealna, historia wojskowości, nauczycielska
- studia podyplomowe kwalifikacyjne (3-semestralne) historia i społeczeństwo[2].

## Struktura Wydziału
- Katedra Historii Średniowiecznej – pracownicy: prof. dr hab. Jan Tyszkiewicz, dr hab. Marian Dygo prof. AH, dr hab. Adrienne Körmendy prof. AH, mgr Krzysztof Łukawski

- Katedra Historii Najnowszej – pracownicy: prof. dr hab. Romuald Turkowski, dr hab. Bronisław Nowak prof. AH, dr hab. Konrad Ajewski, dr hab. Dmitriy Karnaukhov, dr Zbigniew Kwiecień

- Katedra Historii Miasta i Regionu – pracownicy: prof. dr hab. Janusz Szczepański, prof. dr hab. Izabella Rusinowa, dr Radosław Lolo
- Katedra Antropologii i Archeologii – pracownicy: prof. dr hab. Jerzy Gąssowski, dr hab. Władysław Duczko prof. AH, dr Bożena Józefów-Czerwińska, dr Joanna Popielska-Grzybowska

Inne osoby współpracujące z Wydziałem: prof. dr hab. Andrzej Chojnowski, prof. dr hab. Jan Dzięgielewski, prof. dr hab. Adam Miłobędzki, prof. dr hab. Mirosław Nagielski, prof. dr hab. Andrzej Skrzypek, dr hab. Stefan Ciara.

## Władze dziekańskie
- Dziekan: dr hab. Bronisław Nowak prof. AH
- Prodziekan: dr Radosław Wojciech Lolo